# Jonathan Kent (regista)
Jonathan Kent (Londra, 1949) è un regista teatrale e produttore teatrale inglese.

## Biografia
Nato a Londra da genitori architetti, Jonathan Kent si trasferì in Sudafrica con la famiglia all'età di un anno e non tornò in Gran Bretagna prima degli anni 70, quando studiò recitazione alla Central School of Speech and Drama. Dal 1990 al 2002 servì come regista, direttore artistico e produttore all'Almeida Theatre di Londra e in questi anni diresse un gran numero di produzioni di grande successo, quattordici delle quali furono successivamente riproposte sulle scene del West End e a Broadway. Tra esse anche Medea con Diana Rigg (Londra e Broadway, 1994) e Amleto con Ralph Fiennes (Londra e Broadway, 1995), oltre che i classici Vita di Galileo, La tempesta, Riccardo III, Coriolano (anche a New York e Tokyo), Fedra, Britannico, Platonov e Re Lear. 
Nel corso della sua carriera ha anche diretto alcuni musical, tra cui Man of La Mancha (Broadway, 2002), Sweeney Todd (Chichester, 2011; Londra, 2012) e Gypsy (Chichester, 2014; Londra, 2015). Nel 2016 ha diretto il classico di Eugene O'Neill Lungo viaggio verso la notte a Broadway con Jessica Lange e la sua regia venne candidata al Tony Award. Per il teatro musicale ha curato la regia della Tosca di Giacomo Puccini per il Covent Garden di Londra (dir. Antonio Pappano, 2011) con Angela Gheorghiu, Jonas Kaufmann e Bryn Terfel come interpreti principali.
Nel 2025 ha fatto il suo esordio cinematografico come regista di Long Day's Journey into Night.

## Filmografia
- Long Day's Journey into Night (2025)